# 2016 у футболі
Нижче наведені футбольні події 2016 року у всьому світі.

## Міжнародні змагання

### Національні збірні

#### АФК
- 2–15 листопада: Кубок Солідарності АФК 2016,  Малайзія
  - :  Непал
  - :  Макао
  - :  Лаос
  - 4-те:  Бруней
- 19 листопада — 17 грудня: Чемпіонат АСЕАН 2016,  М'янма і  Філіппіни
  -   Таїланд
  -   Індонезія

#### КОНМЕБОЛ
- 3–26 червня: Кубок Америки з футболу 2016,  США
  - :  Чилі
  - :  Аргентина
  - :  Колумбія
  - 4-те:  США

#### ОФК
- 28 травня — 11 червня: Кубок націй ОФК 2016,  Папуа Нова Гвінея
  - :  Нова Зеландія
  - :  Папуа Нова Гвінея
  - :  Нова Каледонія і  Соломонові Острови

#### УЄФА
- 10 червня — 10 липня: Чемпіонат Європи з футболу 2016,  Франція.
  - :  Португалія
  - :  Франція
  - :  Німеччина і  Уельс

### Молодіжні

#### АФК
- 12–30 січня: Молодіжний чемпіонат Азії з футболу 2016,  Катар
  - :  Японія
  - :  Південна Корея
  - :  Ірак
  - 4-те:  Катар
- 10–23 липня: Юнацький чемпіонат АФФ з футболу (U-16) 2016,  Камбоджа
  - :  Австралія
  - :  В'єтнам
  - :  Таїланд
  - 4-те:  Камбоджа
- 11–24 вересня: Юнацький чемпіонат АФФ з футболу (U-19) 2016,  В'єтнам
  - :  Австралія
  - :  Таїланд
  - :  В'єтнам
- 15 вересня–2 жовтня: Юнацький чемпіонат АФК з футболу (U-16) 2016,  Індія
  - :  Ірак
  - :  Іран
  - :  Японія і  Північна Корея
- 13–30 жовтня: Юнацький чемпіонат АФК з футболу (U-19) 2016,  Бахрейн
  - :  Японія
  - :  Саудівська Аравія
  - :  Іран і  В'єтнам

#### ОФК
- 2–16 вересня: Молодіжний чемпіонат ОФК 2016,  Вануату
  - :  Нова Зеландія
  - :  Вануату
  - :  Нова Каледонія і  Соломонові Острови

#### УЄФА
- 5–21 травня: Юнацький чемпіонат Європи з футболу (U-17) 2016,  Азербайджан
  - :  Португалія
  - :  Іспанія
  - :  Німеччина
  - 4-те:  Нідерланди
- 11–24 липня: Юнацький чемпіонат Європи з футболу (U-19) 2016,  Німеччина
  - :  Франція
  - :  Італія

### Жіночі збірні
- 26 липня — 4 серпня: Чемпіонат АФФ з футболу серед жінок 2016,  Мандалай
  - :  Таїланд
  - :  В'єтнам
  - :  М'янма
- 19 листопада — 3 грудня: Кубок африканських націй серед жінок 2016,  Камерун
  - :  Нігерія
  - :  Камерун
  - :  Гана
  - 4-те:  ПАР

### Дівочі
- 4–16 травня: Жіночий чемпіонат Європи з футболу (U-17) 2016,  Білорусь
  - :  Німеччина
  - :  Іспанія
  - :  Англія
  - 4-те:  Норвегія
- 19–31 липня: Жіночий чемпіонат Європи з футболу (U-19) 2016,  Словаччина
  - :  Франція
  - :  Іспанія
  - :  Швейцарія і  Нідерланди
- 30 вересня–21 жовтня: Жіночий чемпіонат світу з футболу (U-17) 2016,  Йорданія
  - :  Північна Корея
  - :  Японія
  - :  Іспанія
  - 4-те:  Венесуела
- 13 листопада–3 грудня: Жіночий чемпіонат світу з футболу (U-20) 2016,  Порт-Морсбі
  - :  Північна Корея
  - :  Франція
  - :  Японія
  - 4-те:  США

### Мультиспортивні події

#### Чоловіки
- 3–19 серпня: Футбол на літніх Олімпійських іграх 2016 — чоловіки, Ріо-де-Жанейро,  Бразилія
  - :  Бразилія
  - :  Німеччина
  - :  Нігерія
  - 4-те:  Гондурас

#### Жінки
- 3–19 серпня: Футбол на літніх Олімпійських іграх 2016 — жінки, Ріо-де-Жанейро,  Бразилія
  - :  Німеччина
  - :  Швеція
  - :  Канада
  - 4-те:  Бразилія

## Фіксовані дати проведення матчів національної команди
Заплановані міжнародні матчі за міжнародним календарем матчів. Також відомі як Міжнародні дати FIFA.
- 21–29 березня
- 30 травня — 7 червня (окрім УЄФА)
- 29 серпня — 5 вересня
- 3–11 жовтня
- 7–15 листопада

## Клубні континентальні чемпіони

### Чоловіки
| Регіон   | Турнір                                                 | Захищали титул        | Нові чемпіони         | Титулів     | Останній тріумф |
| -------- | ------------------------------------------------------ | --------------------- | --------------------- | ----------- | --------------- |
| АФК      | Ліга чемпіонів АФК 2016                                | Гуанчжоу Евергранд    | Чонбук Хьонде Моторс  | 2           | 2006            |
| АФК      | Кубок АФК 2016                                         | Джохор Дарул Тазім    | Аль-Кува Аль-Джавія   | 1           | —               |
| КАФ      | Ліга чемпіонів КАФ 2016                                | ТП Мазембе            | Мамелоді Сандаунз     | 1           | —               |
| КАФ      | Кубок конфедерації КАФ 2016                            | Етуаль дю Сахель      | ТП Мазембе            | 1           | —               |
| КАФ      | Суперкубок КАФ 2016                                    | ЕС Сетіф              | ТП Мазембе            | 3           | 2011            |
| КОНКАКАФ | Ліга чемпіонів КОНКАКАФ 2015—2016                      | Клуб Америка (Мехіко) | Клуб Америка (Мехіко) | 7           | 2014–15         |
| КОНКАКАФ | Клубний чемпіонат Карибського футбольного союзу 2016   | Сентрал               | Сентрал               | 2           | 2015            |
| КОНМЕБОЛ | Кубок Лібертадорес 2016                                | Рівер Плейт           | Атлетіко Насьйональ   | 2           | 1989            |
| КОНМЕБОЛ | Південноамериканський кубок 2016                       | Санта-Фе              | Шапекоенсе            | 1           | —               |
| КОНМЕБОЛ | Південноамериканський кубок 2016                       | Рівер Плейт           | Рівер Плейт           | 2           | 2015            |
| ОФК      | Ліга чемпіонів ОФК 2016                                | Окленд Сіті           | Окленд Сіті           | 8           | 2014–15         |
| УЄФА     | Ліга чемпіонів УЄФА 2015—2016                          | Барселона             | Реал Мадрид           | 11          | 2013–14         |
| УЄФА     | Ліга Європи УЄФА 2015—2016                             | Севілья               | Севілья               | 5           | 2014–15         |
| УЄФА     | Суперкубок УЄФА 2016                                   | Барселона             | Реал Мадрид           | 3           | 2014            |
| УАФА     | 2015–16 Кубок арабських чемпіонів з футболу            | УСМ Алжир             | Не проходив           | Не проходив | Не проходив     |
| УАФА     | Клубний кубок чемпіонів Перської затоки з футболу 2016 | Аш-Шабаб (Дубай)      | Не проходив           | Не проходив | Не проходив     |
| ФІФА     | Клубний чемпіонат світу з футболу 2016                 | Барселона             | Реал Мадрид           | 2           | 2014            |

1. ↑  Фінал не був зіграний, оскільки літак, який перевозив гравців «Шапекоенсе» на матч фіналу проти колумбійського «Атлетіко Насьйональ» розбився, в результаті загинула майже вся команда. Після катастрофи «Атлетіко Насьйональ» запропонував, щоб «Шапекоенсе» був присвоєний титул чемпіона і КОНМЕБОЛ зробив це 5 грудня.[2]

### Жінки
| Регіон   | Турнір                                    | Чемпіон            | Титулів | Останній тріумф |
| -------- | ----------------------------------------- | ------------------ | ------- | --------------- |
| КОНМЕБОЛ | Жіночий Кубок Лібертадорес 2016           | Спортіво Лімпеньйо | 1       | —               |
| УЄФА     | Ліга чемпіонів УЄФА серед жінок 2015—2016 | Олімпік Ліон       | 3       | 2011–12         |

## Національні ліги

### УЄФА

#### Чоловіки
| Країна               | Турнір                                                           | Чемпіон             | Титулів | Останній тріумф |
| -------------------- | ---------------------------------------------------------------- | ------------------- | ------- | --------------- |
| Албанія              | Суперліга Албанії з футболу 2015—2016                            | Скендербеу          | 7       | 2014–15         |
| Андорра              | Чемпіонат Андорри з футболу 2015—2016                            | Санта-Колома        | 10      | 2014–15         |
| Вірменія             | Чемпіонат Вірменії з футболу 2015—2016                           | Алашкерт            | 1       | —               |
| Австрія              | Чемпіонат Австрії з футболу 2015—2016                            | Ред Булл            | 10      | 2014–15         |
| Азербайджан          | Чемпіонат Азербайджану з футболу 2015—2016                       | Карабах (Агдам)     | 4       | 2014–15         |
| Білорусь             | Білоруська футбольна вища ліга 2016                              | БАТЕ                | 13      | 2015            |
| Бельгія              | Жупіле Про Ліга 2015—2016                                        | Брюгге              | 14      | 2004–05         |
| Боснія і Герцеговина | Чемпіонат Боснії і Герцеговини з футболу 2015—2016: Прем'єр-ліга | Зриньські           | 4       | 2013–14         |
| Болгарія             | Професіональна футбольна група А 2015–2016                       | Лудогорець          | 5       | 2014–15         |
| Хорватія             | Перша хорватська футбольна ліга 2015—2016                        | Динамо (Загреб)     | 18      | 2014–15         |
| Кіпр                 | Чемпіонат Кіпру з футболу 2015—2016                              | АПОЕЛ               | 25      | 2014–15         |
| Чехія                | Чемпіонат Чехії з футболу 2015—2016                              | Вікторія (Пльзень)  | 4       | 2014–15         |
| Данія                | Данська Суперліга 2015—2016                                      | Копенгаген          | 11      | 2012–13         |
| Англія               | Чемпіонат Англії з футболу 2015—2016: Прем'єр-ліга               | Лестер Сіті         | 1       | —               |
| Естонія              | Мейстріліга 2016                                                 | ФКІ Таллінн         | 1       | —               |
| Фарерські острови    | Чемпіонат Фарерських островів з футболу 2016                     | Вікінгур (Гета)     | 1       | —               |
| Фінляндія            | Вейккаусліга 2016                                                | Марієгамн           | 1       | —               |
| Франція              | Ліга 1 2015—2016                                                 | Парі Сен-Жермен     | 6       | 2014–15         |
| Грузія               | Ліга Умаглесі 2015–2016                                          | Динамо (Тбілісі)    | 16      | 2013–14         |
| Грузія               | Ліга Умаглесі 2016                                               | Самтредіа           | 1       | —               |
| Німеччина            | Чемпіонат Німеччини з футболу 2015—2016: Бундесліга              | Баварія (Мюнхен)    | 26      | 2014–15         |
| Гібралтар            | Чемпіонат Гібралтару з футболу 2015–2016                         | Лінкольн Ред Імпс   | 22      | 2014–15         |
| Греція               | Грецька Суперліга 2015—2016                                      | Олімпіакос          | 43      | 2014–15         |
| Угорщина             | Чемпіонат Угорщини з футболу 2015—2016                           | Ференцварош         | 29      | 2003–04         |
| Ісландія             | Урвалсдейлд 2016                                                 | Гапнарфйордур       | 8       | 2015            |
| Ірландія             | Чемпіонат Ірландії з футболу 2016                                | Дандолк             | 12      | 2015            |
| Ізраїль              | Чемпіонат Ізраїлю з футболу 2015—2016                            | Хапоель (Беер-Шева) | 3       | 1975–76         |
| Італія               | Італійська Серія A 2015–2016                                     | Ювентус             | 32      | 2014–15         |
| Казахстан            | Чемпіонат Казахстану з футболу 2016                              | Астана              | 3       | 2015            |
| Косово               | Чемпіонат Косова з футболу 2015—2016                             | Феронікелі          | 1       | —               |
| Латвія               | Латвійська футбольна Вища ліга 2016                              | Спартакс (Юрмала)   | 1       | —               |
| Литва                | Чемпіонат Литви з футболу 2016: A-ліга                           | Жальгіріс (Вільнюс) | 7       | 2015            |
| Люксембург           | Національний футбольний дивізіон Люксембургу 2015—2016           | Ф91 Дюделанж        | 12      | 2013–14         |
| Македонія            | Чемпіонат Македонії з футболу 2015—2016                          | Вардар              | 11      | 2014–15         |
| Мальта               | Чемпіонат Мальти з футболу 2015—2016                             | Валетта             | 23      | 2013–14         |
| Молдова              | Національний дивізіон Молдови 2015—2016                          | Шериф               | 14      | 2013–14         |
| Чорногорія           | Чемпіонат Чорногорії з футболу 2015—2016                         | Младост (Подгориця) | 1       | —               |
| Нідерланди           | Ередивізі 2015—2016                                              | ПСВ                 | 23      | 2014–15         |
| Північна Ірландія    | Чемпіонат Північної Ірландії з футболу 2015—2016                 | Крузейдерс          | 6       | 2014–15         |
| Норвегія             | Тіппеліга 2016                                                   | Русенборг           | 24      | 2015            |
| Польща               | Чемпіонат Польщі з футболу 2015—2016: Екстракляса                | Легія               | 11      | 2013–14         |
| Португалія           | Прімейра-ліга 2015—2016                                          | Бенфіка             | 35      | 2014–15         |
| Румунія              | Ліга I 2015—2016                                                 | Астра               | 1       | —               |
| Росія                | Чемпіонат Росії з футболу 2015—2016                              | ЦСКА (Москва)       | 13      | 2013–14         |
| Сан-Марино           | Чемпіонат Сан-Марино з футболу 2015—2016                         | Тре Пенне           | 3       | 2012–13         |
| Шотландія            | Чемпіонат Шотландії з футболу 2015—2016                          | Селтік              | 47      | 2014–15         |
| Сербія               | Чемпіонат Сербії з футболу 2015—2016: Суперліга                  | Црвена Звезда       | 27      | 2013–14         |
| Словаччина           | Фортуна ліга 2015—2016                                           | Тренчин             | 2       | 2014–15         |
| Словенія             | Перша ліга Словенії 2015—2016                                    | Олімпія (Любляна)   | 1       | –               |
| Іспанія              | Ла-Ліга 2015—2016                                                | Барселона           | 24      | 2014–15         |
| Швеція               | Чемпіонат Швеції з футболу 2016                                  | Мальме              | 19      | 2014            |
| Швейцарія            | Чемпіонат Швейцарії з футболу 2015—2016                          | Базель              | 19      | 2014–15         |
| Туреччина            | Чемпіонат Туреччини з футболу 2015—2016                          | Бешикташ            | 14      | 2008–09         |
| Україна              | Чемпіонат України з футболу 2015—2016: Прем'єр-ліга              | Динамо (Київ)       | 15      | 2014–15         |
| Крим                 | Чемпіонат Криму з футболу 2015—2016                              | ТСК-Таврія          | 1       | —               |
| Уельс                | Чемпіонат Уельсу з футболу 2015—2016                             | Нью-Сейнтс          | 10      | 2014–15         |

Примітки
1. ↑  Грузія перейшла від сезону за системою осінь-весна, що охоплює два календарні роки, до сезону весна-осінь, що проходить в межах одного календарного року. З цією метою восени був проведений скорочений сезон 2016 року, в результаті чого у 2016 році в Грузії було два чемпіона.
2. ↑  Не включає 10 національних титулів, виграних клубом-попередником «Стад Дюделанж»

### КОНМЕБОЛ
| Країна    | Чемпіон                 | Титулів | Останній тріумф    |
| --------- | ----------------------- | ------- | ------------------ |
| Аргентина | Lanús                   | 2       | 2007 Апертура      |
| Болівія   | Хорхе Вільстерман       | 12      | 2010 Апертура      |
| Болівія   | Зе Стронгест            | 12      | 2013 Апертура      |
| Бразилія  | Палмейрас               | 9       | 1994               |
| Чилі      | Універсідад Католіка    | 11      | 2010               |
| Чилі      | Універсідад Католіка    | 12      | 2016 Клаусура      |
| Колумбія  | Індепендьєнте Медельїн  | 6       | 2009 Фіналісасьйон |
| Колумбія  | Санта-Фе                | 9       | 2014 Фіналісасьйон |
| Еквадор   | Барселона (Гуаякіль)    | 15      | 2012               |
| Парагвай  | Лібертад                | 19      | 2014 Клаусура      |
| Парагвай  | Гуарані (Асунсьйон)     | 11      | 2010 Апертура      |
| Перу      | Спортінг Крістал        | 18      | 2014               |
| Уругвай   | Пеньяроль               | 43      | 2012–13            |
| Уругвай   | Насьйональ (Монтевідео) | 46      | 2014–15            |
| Венесуела | Замора                  | 4       | 2015               |

## Національні кубки та суперкубки

### УЄФА
| Країна               | Турнір                                             | Чемпіон                     | Титулів | Останній тріумф |
| -------------------- | -------------------------------------------------- | --------------------------- | ------- | --------------- |
| Албанія              | Кубок Албанії з футболу 2015—2016                  | Кукесі                      | 1       | —               |
| Албанія              | Суперкубок Албанії з футболу 2016                  | Кукесі                      | 1       | —               |
| Андорра              | Кубок Андорри з футболу 2016                       | Уніо Еспортива Санта-Колома | 2       | 2013            |
| Андорра              | Суперкубок Андорри з футболу 2016                  | Уніо Еспортива Санта-Колома | 1       | —               |
| Вірменія             | Кубок Вірменії з футболу 2015—2016                 | Бананц                      | 3       | 2007            |
| Вірменія             | Суперкубок Вірменії з футболу 2016                 | Алашкерт                    | 1       | —               |
| Австрія              | Кубок Австрії з футболу 2015—2016                  | Ред Булл                    | 4       | 2014–15         |
| Азербайджан          | Кубок Азербайджану з футболу 2015—2016             | Карабах (Агдам)             | 5       | 2014–15         |
| Білорусь             | Кубок Білорусі з футболу 2015—2016                 | Торпедо-БелАЗ               | 1       | —               |
| Білорусь             | Суперкубок Білорусі з футболу 2016                 | БАТЕ                        | 6       | 2015            |
| Бельгія              | Кубок Бельгії з футболу 2015—2016                  | Стандард (Льєж)             | 7       | 2010–11         |
| Бельгія              | Суперкубок Бельгії з футболу 2016                  | Брюгге                      | 14      | 2005            |
| Боснія і Герцеговина | Кубок Боснії і Герцеговини з футболу 2015—2016     | Радник (Бієліна)            | 1       | —               |
| Болгарія             | Кубок Болгарії з футболу 2015—2016                 | ЦСКА (Софія)                | 20      | 2010–11         |
| Болгарія             | Суперкубок Болгарії з футболу                      | Скасовано                   |         |                 |
| Хорватія             | Кубок Хорватії з футболу 2015—2016                 | Динамо (Загреб)             | 14      | 2014–15         |
| Кіпр                 | Кубок Кіпру з футболу 2015—2016                    | Аполлон (Лімасол)           | 8       | 2012–13         |
| Кіпр                 | Суперкубок Кіпру з футболу 2016                    | Аполлон (Лімасол)           | 4       | 1985            |
| Чехія                | Кубок Чехії з футболу 2015—2016                    | Млада Болеслав              | 2       | 2010–11         |
| Данія                | Кубок Данії з футболу 2015—2016                    | Копенгаген                  | 7       | 2014–15         |
| Англія               | Кубок Англії з футболу 2015—2016                   | Манчестер Юнайтед           | 12      | 2003–04         |
| Англія               | Кубок Футбольної ліги 2015—2016                    | Манчестер Сіті              | 4       | 2013–14         |
| Англія               | Суперкубок Англії з футболу 2016                   | Манчестер Юнайтед           | 21      | 2013            |
| Естонія              | Кубок Естонії з футболу 2015—2016                  | Флора                       | 7       | 2012–13         |
| Естонія              | Суперкубок Естонії з футболу 2016                  | Флора                       | 9       | 2014            |
| Фінляндія            | Кубок Фінляндії з футболу 2016                     | Сейняйоен Ялкапаллокерго    | 1       | —               |
| Фінляндія            | Кубок фінської ліги з футболу 2016                 | Лахті                       | 3       | 2013            |
| Фарерські острови    | Кубок Фарерських островів з футболу 2016           | Клаксвік                    | 6       | 1999            |
| Фарерські острови    | Суперкубок Фарерських островів з футболу 2016      | Вікінгур (Гета)             | 3       | 2015            |
| Франція              | Кубок Франції з футболу 2015—2016                  | Парі Сен-Жермен             | 10      | 2014–15         |
| Франція              | Кубок французької ліги з футболу 2015—2016         | Парі Сен-Жермен             | 6       | 2014–15         |
| Франція              | Суперкубок Франції з футболу 2016                  | Парі Сен-Жермен             | 6       | 2015            |
| Грузія               | Кубок Грузії з футболу 2015—2016                   | Динамо (Тбілісі)            | 13      | 2014–15         |
| Німеччина            | Кубок Німеччини з футболу 2015—2016                | Баварія (Мюнхен)            | 18      | 2013–14         |
| Німеччина            | Суперкубок Німеччини з футболу 2016                | Баварія (Мюнхен)            | 5       | 2012            |
| Гібралтар            | Кубок Гібралтару з футболу 2016                    | Лінкольн Ред Імпс           | 17      | 2015            |
| Греція               | Кубок Греції з футболу 2015—2016                   | АЕК                         | 15      | 2010–11         |
| Угорщина             | Кубок Угорщини з футболу 2015—2016                 | Ференцварош                 | 22      | 2014–15         |
| Угорщина             | Суперкубок Угорщини з футболу                      | Ференцварош                 | 6       | 2015            |
| Ісландія             | Кубок Ісландії з футболу 2016                      | Валюр                       | 11      | 2015            |
| Ісландія             | Кубок ісландської ліги з футболу 2016              | КР                          | 6       | 2012            |
| Ісландія             | Суперкубок Ісландії з футболу 2016                 | Валюр                       | 9       | 2008            |
| Ізраїль              | Кубок Ізраїлю з футболу 2015—2016                  | Маккабі (Хайфа)             | 6       | 1997–98         |
| Ізраїль              | Кубок Тото 2015—2016                               | Маккабі (Петах-Тіква)       | 4       | 2003–04         |
| Ізраїль              | Суперкубок Ізраїлю з футболу 2016                  | Хапоель (Беер-Шева)         | 2       | 1975            |
| Італія               | Кубок Італії з футболу 2015—2016                   | Ювентус                     | 11      | 2014–15         |
| Італія               | Суперкубок Італії з футболу 2016                   | Мілан                       | 7       | 2011            |
| Казахстан            | Кубок Казахстану з футболу 2016                    | Астана                      | 3       | 2012            |
| Казахстан            | Суперкубок Казахстану з футболу 2016               | Кайрат                      | 1       | —               |
| Косово               | Кубок Косова з футболу 2015—2016                   | Приштина                    | 5       | 2012–13         |
| Ліхтенштейн          | Кубок Ліхтенштейну з футболу 2015—2016             | Вадуц                       | 44      | 2014–15         |
| Латвія               | Кубок Латвії з футболу 2015—2016                   | Єлгава                      | 5       | 2013–14         |
| Латвія               | Зимовий кубок Вищої ліги 2016                      | Лієпая                      | 1       | —               |
| Литва                | Кубок Литви з футболу 2015—2016                    | Жальгіріс (Вільнюс)         | 10      | 2014–15         |
| Литва                | Суперкубок Литви з футболу 2016                    | Жальгіріс (Вільнюс)         | 5       | 2015            |
| Люксембург           | Кубок Люксембургу з футболу 2015—2016              | Ф91 Дюделанж                | 13      | 2011–12         |
| Македонія            | Кубок Македонії з футболу 2015—2016                | Шкендія                     | 1       | —               |
| Мальта               | Кубок Мальти з футболу 2015—2016                   | Сліма Вондерерс             | 21      | 2008–09         |
| Мальта               | Суперкубок Мальти з футболу 2016                   |                             |         |                 |
| Молдова              | Кубок Молдови з футболу 2015—2016                  | Заря (Бєльці)               | 1       | —               |
| Молдова              | Суперкубок Молдови з футболу 2016                  | Шериф                       | 7       | 2015            |
| Чорногорія           | Кубок Чорногорії з футболу 2015—2016               | Рудар (Плєвля)              | 4       | 2010–11         |
| Нідерланди           | Кубок Нідерландів з футболу 2015—2016              | Феєнорд                     | 12      | 2007–08         |
| Нідерланди           | Суперкубок Нідерландів з футболу 2016              | ПСВ                         | 11      | 2015            |
| Північна Ірландія    | Кубок Північної Ірландії з футболу 2015—2016       | Гленавон                    | 7       | 2013–14         |
| Північна Ірландія    | Кубок північноірландської ліги з футболу 2015—2016 | Кліфтонвілль                | 5       | 2014–15         |
| Північна Ірландія    | Суперкубок Північної Ірландії з футболу 2016       | Гленавон                    | 2       | 1992            |
| Норвегія             | Кубок Норвегії з футболу 2016                      | Русенборг                   | 11      | 2015            |
| Польща               | Кубок Польщі з футболу 2015—2016                   | Легія                       | 18      | 2014–15         |
| Польща               | Суперкубок Польщі з футболу 2016                   | Лех (Познань)               | 6       | 2015            |
| Португалія           | Кубок Португалії з футболу 2015—2016               | Брага                       | 2       | 1965–66         |
| Португалія           | Кубок португальської ліги з футболу 2015—2016      | Бенфіка                     | 7       | 2014–15         |
| Португалія           | Суперкубок Португалії з футболу 2016               | Бенфіка                     | 6       | 2014            |
| Ірландія             | Кубок Ірландії з футболу 2016                      | Корк Сіті                   | 3       | 2007            |
| Ірландія             | Кубок ірландської ліги з футболу 2016              | Сент-Патрікс Атлетік        | 4       | 2015            |
| Ірландія             | Кубок Президента з футболу 2016 (Суперкубок)       | Корк Сіті                   | 1       | —               |
| Румунія              | Кубок Румунії з футболу 2015—2016                  | ЧФР (Клуж-Напока)           | 4       | 2009–10         |
| Румунія              | Кубок румунської ліги з футболу 2015—2016          | Стяуа                       | 2       | 2014–15         |
| Румунія              | Суперкубок Румунії з футболу 2016                  | Астра                       | 2       | 2014            |
| Росія                | Кубок Росії з футболу 2015—2016                    | Зеніт (Санкт-Петербург)     | 4       | 2009–10         |
| Росія                | Суперкубок Росії з футболу 2016                    | Зеніт (Санкт-Петербург)     | 5       | 2015            |
| Сан-Марино           | Кубок Сан-Марино з футболу 2015—2016               | Ла Фіоріта                  | 4       | 2012–13         |
| Сан-Марино           | Суперкубок Сан-Марино з футболу 2016               | Тре Пенне                   | 2       | 2013            |
| Шотландія            | Кубок Шотландії з футболу 2015—2016                | Гіберніан                   | 3       | 1901–02         |
| Шотландія            | Кубок шотландської ліги з футболу 2015—2016        | Росс Каунті                 | 1       | —               |
| Сербія               | Кубок Сербії з футболу 2015—2016                   | Партизан                    | 13      | 2010–11         |
| Словаччина           | Кубок Словаччини з футболу 2015—2016               | Тренчин                     | 3       | 2014–15         |
| Словенія             | Кубок Словенії з футболу 2015—2016                 | Марибор                     | 9       | 2012–13         |
| Іспанія              | Кубок Іспанії з футболу 2015—2016                  | Барселона                   | 28      | 2014–15         |
| Іспанія              | Суперкубок Іспанії з футболу 2016                  | Барселона                   | 12      | 2013            |
| Швеція               | Кубок Швеції з футболу 2015—2016                   | Геккен                      | 1       | —               |
| Швейцарія            | Кубок Швейцарії з футболу 2015—2016                | Цюрих                       | 9       | 2013–14         |
| Туреччина            | Кубок Туреччини з футболу 2015—2016                | Галатасарай                 | 17      | 2014–15         |
| Туреччина            | Суперкубок Туреччини з футболу 2016                | Галатасарай                 | 15      | 2015            |
| Україна              | Кубок України з футболу 2015—2016                  | Шахтар (Донецьк)            | 10      | 2012–13         |
| Україна              | Суперкубок України з футболу 2016                  | Динамо (Київ)               | 6       | 2011            |
| Уельс                | Кубок Уельсу з футболу 2015—2016                   | Нью-Сейнтс                  | 6       | 2014–15         |
| Уельс                | Кубок валлійської ліги з футболу 2015—2016         | Нью-Сейнтс                  | 7       | 2014–15         |

Примітки
1. ↑  Не включає 2 кубкові титули, виграні клубом попередника «Альянс Дюделанж», 4 кубкові титули, виграні клубом-попередником «Стад Дюделанж», 1 титул Кубка, виграний клубом-попередником «УС Дюделанж».

### КОНМЕБОЛ
| Країна    | Турнір                            | Чемпіон               | Титулів | Останній тріумф |
| --------- | --------------------------------- | --------------------- | ------- | --------------- |
| Аргентина | Кубок Аргентини з футболу 2016    | Рівер Плейт           | 1       | —               |
| Бразилія  | Кубок Бразилії з футболу 2016     | Греміо (Порту-Алегрі) | 5       | 2001            |
| Бразилія  | Кубок Нордесте 2016               | Санта-Круж            | 1       | —               |
| Бразилія  | Кубок Верді 2016                  | Пайсанду              | 1       | —               |
| Бразилія  | Ліга Пауліста 2016                | Сантус                | 22      | 2015            |
| Бразилія  | Ліга Каріока 2016                 | Васко да Гама         | 24      | 2015            |
| Бразилія  | Ліга Мінейро 2016                 | Америка Мінейру       | 16      | 2001            |
| Бразилія  | Ліга Гаушу 2016                   | Інтернасьйонал        | 45      | 2015            |
| Бразилія  | Ліга Баїяно 2016                  | Віторія (Салвадор)    | 28      | 2013            |
| Бразилія  | Ліга Пернамбукано 2016            | Санта-Круж            | 29      | 2015            |
| Бразилія  | Ліга Паранаенсе 2016              | Атлетіку Паранаенсі   | 23      | 2009            |
| Чилі      | Кубок Чилі з футболу 2016         | Коло-Коло             | 11      | 1996            |
| Колумбія  | Кубок Колумбії з футболу 2016     | Атлетіко Насьйональ   | 3       | 2013            |
| Колумбія  | Суперліга Колумбії з футболу 2016 | Атлетіко Насьйональ   | 2       | 2012            |
| Венесуела | Кубок Венесуели з футболу 2016    | Сулія                 | 1       | —               |

### Чемпіони других дивізіонів

#### Чоловіки
| Країна            | Чемпіон | Титулів | Останній тріумф |
| ----------------- | --- | ------- | --------------- |
| Албанія           | Люфтерарі | 8       | 1998–99         |
| Вірменія          | Алашкерт-2 | 2       | 2014–15         |
| Австрія           | Санкт-Пельтен | 1       | —               |
| Азербайджан       | Нефтчала | 2       | 2014–15         |
| Білорусь          | Гомель | 3       | 2010            |
| Бельгія           | Ваут Стар | 3       | 1934            |
| Болгарія          | Дунав | 1       | —               |
| Хорватія          | Цибалія | 3       | 2004–05         |
| Кіпр              | Карміотісса | 1       | —               |
| Чехія             | Карвіна | 2       | 1995–96         |
| Данія             | Люнгбю | 3       | 2006–07         |
| Англія            | Бернлі (ІІ) | 3       | 1972–73         |
| Англія            | Віган Атлетік (ІІІ)                                                                                                   | 2       | 2002–03         |
| Англія            | Нортгемптон Таун (IV)                                                                                                 | 2       | 1986–87         |
| Англія            | Челтнем Таун (V) | 2       | 1998–99         |
| Естонія           | Тулевік | 1       | —               |
| Франція           | Нансі (ІІ) | 5       | 2004–05         |
| Франція           | Страсбур (ІІІ) | 1       | —               |
| Фінляндія         | Ювяскюля | 2       | 2008            |
| Німеччина         | Фрайбург (ІІ) | 4       | 2008–09         |
| Німеччина         | Динамо (Дрезден) (ІІІ)                                                                                                | 1       | —               |
| Греція            | Лариса | 4       | 2004–05         |
| Угорщина          | Дьїрмот | 1       | —               |
| Ісландія          | Акурейрі | 2       | 1980            |
| Ірландія          | Лімерик | 3       | 2012            |
| Ізраїль           | Ашдод | 1       | —               |
| Італія            | Кальярі (ІІ) | 1       | —               |
| Італія            | Читтаделла (ІІІ A) СПАЛ (ІІІ B) Беневенто (ІІІ C)                                                                     |         |                 |
| Латвія            | Бабіте | 1       | —               |
| Литва             | Шілас (Казлу-Руда) | 1       | —               |
| Македонія         | Побєда | 1       | —               |
| Молдова           | Спікул Молдова-03 |         |                 |
| Нідерланди        | Спарта (Роттердам) | 1       | —               |
| Північна Ірландія | Ардс | 3       | 2013–13         |
| Норвегія          | Кристіансунн | 1       | —               |
| Польща            | Арка (Гдиня) (ІІ) | 1       | —               |
| Португалія        | Порту Б | 1       | —               |
| Румунія           | Рапід (Бухарест) Газ Метан                                                                                            |         |                 |
| Росія             | Газовик (Оренбург) | 1       | —               |
| Росія             | Хімки (Захід) Тамбов (Центр) Спартак-Нальчик (Південь) Нафтохімік (Урал-Поволжя) Зміна (Комсомольськ-на-Амурі) (Схід) |         |                 |
| Шотландія         | Рейнджерс (ІІ) | 1       | —               |
| Шотландія         | Данфермлін Атлетік (ІІІ)                                                                                              | 2       | 1986            |
| Шотландія         | Іст Файф (IV) | 2       | 2008            |
| Сербія            | Напредак (Крушевац)                                                                                                   | 2       | 2012–13         |
| Словаччина        | Татран | 2       | 2007–08         |
| Словенія          | Радомлє | 1       | —               |
| Іспанія           | Депортіво Алавес (ІІ)                                                                                                 | 4       | 1997–98         |
| Іспанія           | УКАМ Мурсія (ІІІ) | 1       | —               |
| Швеція            | Сіріус (Уппсала) (ІІ)                                                                                                 | 1       | —               |
| Швеція            | Броммапойкарна (Північ) Естерс (Південь)                                                                              |         |                 |
| Швейцарія         | Лозанна (ІІ) | 2       | 2010–11         |
| Швейцарія         | Серветт (ІІІ) | 1       | —               |
| Туреччина         | Аданаспор | 3       | 1987–88         |
| Україна           | Зірка (Кропивницький) (ІІ)                                                                                            | 3       | 2002—03         |
| Україна           | Колос (Ковалівка) (ІІ)                                                                                                | 1       | —               |

Примітки
1. ↑  Клуб перейменований з ФК «Газовик» Оренбург на ФК «Оренбург» відразу після сезону 2015–16.

## Померли

### Січень

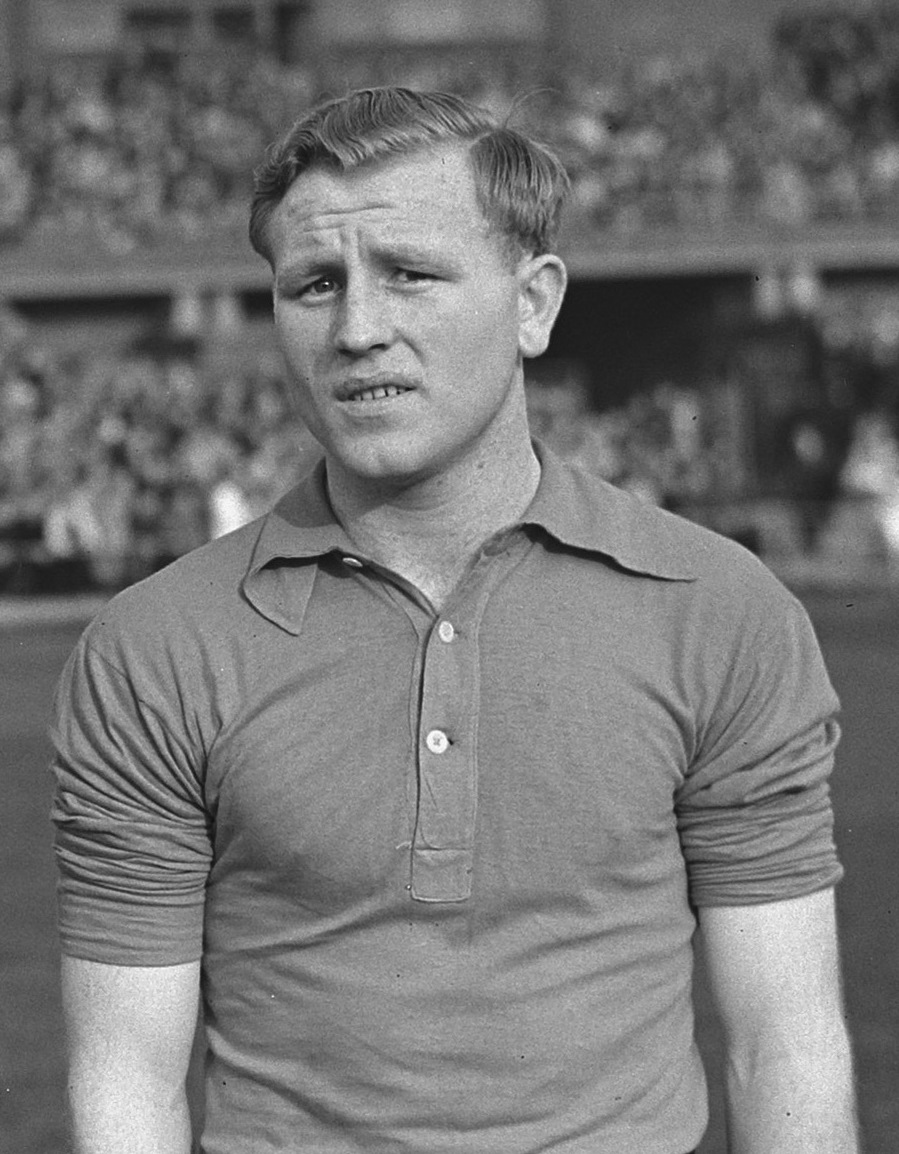
Вім Блеєнберг

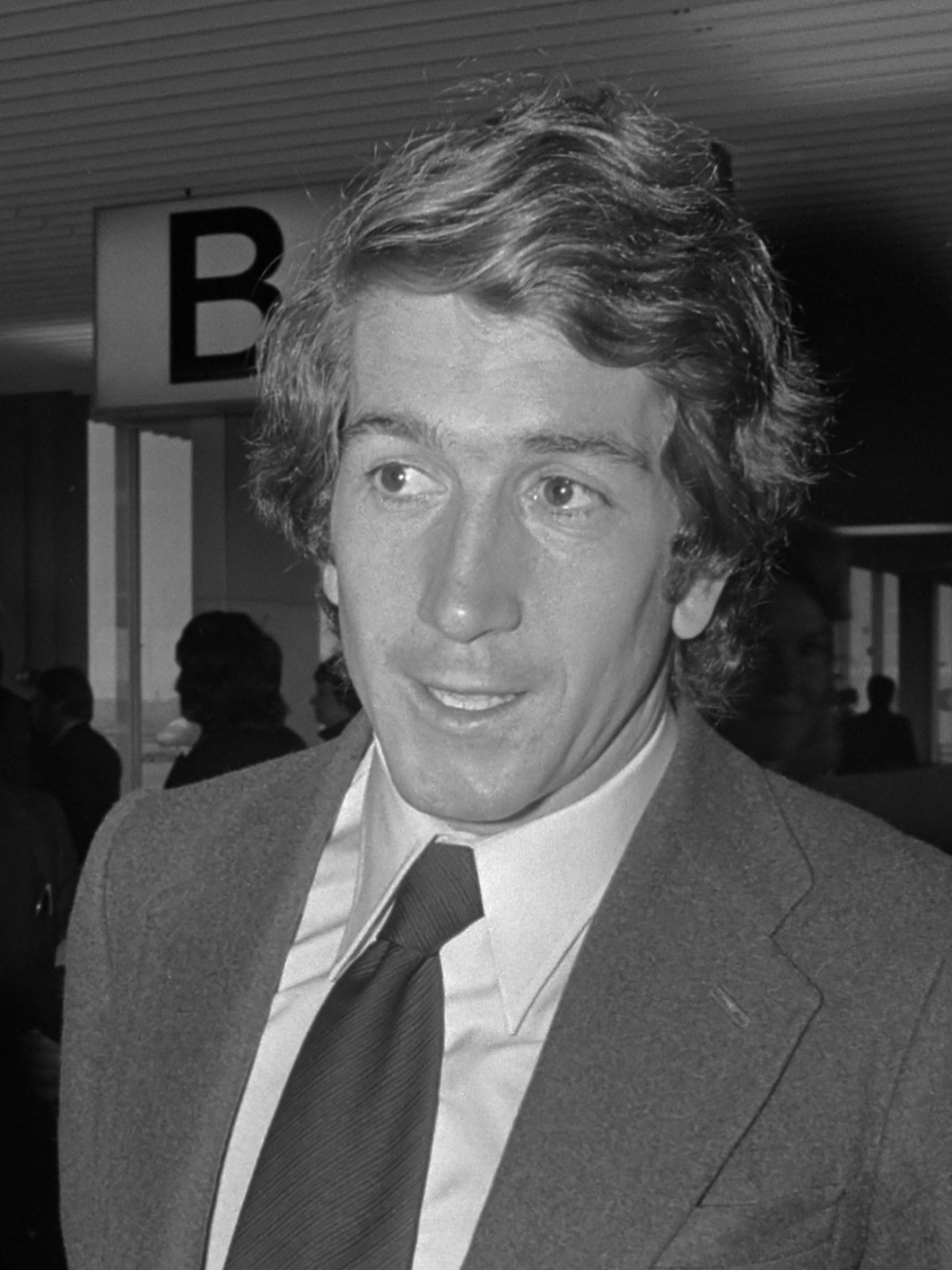
Мануель Веласкес

- 3 січня: Клас Баккер, нідерландський футболіст (нар. 1926)
- 4 січня: Ембі Фогарті, ірландський футболіст (нар. 1933)
- 4 січня: Фернандо Баррачіна, іспанський футболіст (нар. 1947)
- 5 січня: Персі Фрімен, англійський футболіст (нар. 1945)
- 7 січня: Сергій Шустіков, російський футболіст (нар. 1970)
- 9 січня: Хосе Марія Рівас, Salvadorian international футболіст (нар. 1958)
- 9 січня: Хамада Емам, єгипетський футболіст (нар. 1943)
- 9 січня: Джонні Джордан, англійський футболіст (нар. 1921)
- 10 січня: Вім Блеєнберг, нідерландський футболіст (нар. 1930)
- 10 січня: Теофіл Кодряну, румунський футболіст (нар. 1941)
- 10 січня: Калеві Лехтовірта, фінський футболіст (нар. 1928)
- 12 січня: Милорад Райович, сербський футболіст (нар. 1955)
- 15 січня: Мануель Веласкес, іспанський футболіст (нар. 1943)

### Лютий

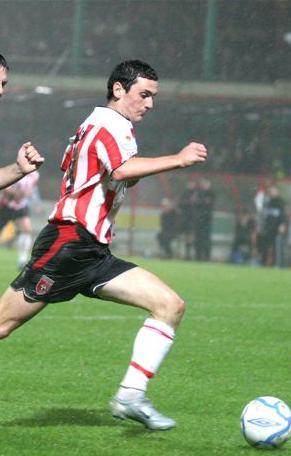
Марк Фаррен

- 1 лютого: Алі Бератлигіл, турецький футболіст (нар. 1931)
- 3 лютого: Марк Фаррен, ірландський футболіст (нар. 1982)
- 3 лютого: Суат Мамат, турецький футболіст (нар. 1930)
- 10 лютого: Лео Елен, нідерландський футболіст (нар. 1953)
- 10 лютого: Анатолій Ільїн, радянський футболіст (нар. 1931)
- 10 лютого: Елісео Прадо, аргентинський футболіст (нар. 1929)
- 10 лютого: Гюнтер Шретер, східнонімецький футболіст (нар. 1927)
- 11 лютого: Хуан Мухіка, уругвайський футболіст та тренер (нар. 1943)
- 13 лютого: Трифон Іванов, болгарський футболіст (нар. 1965)
- 13 лютого: Слободан Сантрач, югославський футболіст та тренер (нар. 1946)
- 13 лютого: Джорджо Россано, італійський футболіст (нар. 1939)
- 15 лютого: Ганс Постгумус, нідерландський футболіст (нар. 1947)
- 16 лютого: Ронні Блекмен, англійський футболіст (нар. 1925)
- 18 лютого: Дон Россітер, англійський футболіст (нар. 1935)
- 19 лютого: Фредді Гудвін, англійський футболіст (нар. 1933)
- 20 лютого: Нандо Йосу, іспанський футболіст (нар. 1939)
- 24 лютого: Рафа Іріондо, іспанський футболіст і тренер (нар. 1918)
- 29 лютого: Ганнес Лер, німецький футболіст і тренер (нар. 1942)
- 29 лютого: Хосе Парра, іспанський футболіст (нар. 1925)

### Березень
- 4 березня: Yuri Kuznetsov, радянський футболіст (нар. 1931)
- 6 березня: Воллі Брегг, англійський футболіст (нар. 1929)
- 7 березня: Бела Кухарскі, угорський футболіст (нар. 1940)
- 10 березня: Роберто Перфумо, аргентинський футболіст (нар. 1942)
- 15 березня: Володимир Юрін, радянський футболіст (нар. 1947)
- 16 березня: Алан Спавін, англійський футболіст (нар. 1942)
- 19 березня: Хосе Артече, іспанський футболіст (нар. 1930)
- 19 березня: Джек Менселл, англійський футболіст (нар. 1927)
- 21 березня: Жан Корнеліс, бельгійський футболіст (нар. 1941)
- 24 березня: Йоган Кройф, нідерландський футболіст і тренер (нар. 1947)
- 25 березня: Рауль Карденас, мексиканський футболіст (нар. 1928)
- 27 березня: Сільвіо Фогель, аргентинський футболіст (нар. 1949)

### Квітень
- 3 квітня: Чезаре Мальдіні, італійський футболіст (нар. 1932)
- 4 квітня: Кен Вотергаус, англійський футболіст (нар. 1930)
- 6 квітня: Гаррі Джонс, англійський футболіст (нар. 1950)
- 8 квітня: Фред Міддлтон, англійський футболіст (нар. 1930)
- 12 квітня: Аквіліно Бонфанті, італійський футболіст (нар. 1943)
- 12 квітня: Педро де Феліпе, іспанський футболіст (нар. 1944)
- 16 квітня: Луї Піло, люксембурзький футболіст (нар. 1940)
- 18 квітня: Фріц Геркенрат, німецький воротар (нар. 1928)
- 19 квітня: Ігор Волчок, радянський футболіст (нар. 1931)
- 26 квітня: Володимир Юлигін, радянський футболіст (нар. 1936)

### Травень
- 6 травня: Ніко де Бре, нідерландський футболіст (нар. 1944)
- 6 травня: Валерій Зуєв, український радянський футболіст (нар. 1952)
- 18 травня: Зигмунт Кукля, польський футболіст (нар. 1948)
- 26 травня: Тед Думітру, румунський тренер (нар. 1939)
- 26 травня: Есад Чолакович, македонський футболіст (нар. 1970)
- 27 травня: Герхард Харперс, німецький футболіст (нар. 1928)
- 27 травня: Франтішек Якубек, чеський футболіст (нар. 1956)
- 30 травня: Ян Аас, норвезький футболіст (нар. 1944)

### Червень
- 2 червня: Євген Лемешко, український радянський футболіст (нар. 1930)
- 4 червня: Нікі Дженнінгз, англійський футболіст (нар. 1946)
- 7 червня: Стівен Кеші, нігерійський футболіст і тренер (нар. 1962)
- 7 червня: Джонні Брукс, англійський футболіст (нар. 1931)
- 7 червня: Дідарклич Уразов, туркменський футболіст (нар. 1977)
- 20 червня: Віллі Логі, шотландський футболіст (нар. 1932)
- 21 червня: Браян Едвардс, англійський футболіст (нар. 1930)
- 27 червня: Луїс Карлос Мело Лопес, бразильський футболіст (нар. 1954)

### Липень
- 1 липня: Єжи Патола, польський футболіст (нар. 1946)
- 6 липня: Тургай Шерен, турецький футболіст (нар. 1932)
- 10 липня: Анатолій Ісаєв, радянський футболіст (нар. 1932)
- 10 липня: Девід Страйд, англійський футболіст (нар. 1958)
- 11 липня: Курт Свенссон, шведський футболіст (нар. 1927)
- 16 липня: Олег Сироквашко, білоруський радянський футболіст (нар. 1961)
- 18 липня: Гайнц Лукас, німецький футболіст (нар. 1920)
- 25 липня: Артур Корея, португальський футболіст (нар. 1950)
- 25 липня: Бюлент Екен, турецький футболіст (нар. 1923)
- 26 липня: Дейв Сиретт, англійський футболіст (нар. 1956)
- 28 липня: Владимир Ковачевич, сербський футболіст (нар. 1940)

### Серпень
- 6 серпня: Мел Слек, англійський футболіст (нар. 1944)
- 7 серпня: Рой Саммерсбі, англійський футболіст (нар. 1935)
- 15 серпня: Даліан Аткінсон, англійський футболіст (нар. 1968)
- 26 серпня: Тон Пронк, нідерландський футболіст (нар. 1941)
- 29 серпня: Рег Метьюсон, англійський футболіст (нар. 1939)
- 30 серпня: Йосип Букал, боснійський футболіст (нар. 1945)
- 30 серпня: Дейв Дьюрі, англійський футболіст (нар. 1931)

### Вересень
- 6 вересня: Дейв Пейсі, англійський футболіст (нар. 1936)
- 8 вересня: Берт Ллевеллін, англійський футболіст (нар. 1939)
- 9 вересня: Сильвія Гор, англійська футболістка (нар. 1944)
- 13 вересня: Оттавіо Бугатті, італійський футболіст (нар. 1928)
- 17 вересня: Сігге Парлінг, шведський футболіст (нар. 1930)
- 23 вересня: Марсель Артелеса, французький футболіст (нар. 1938)
- 24 вересня: Мел Чарлз, валлійський футболіст (нар. 1935)
- 29 вересня: Герберт Мартін, німецький футболіст (нар. 1925)

### Жовтень
- 1 жовтня: Ерол Кескін, турецький футболіст (нар. 1927)
- 3 жовтня: Маріу Вілсон, португальський футболіст (нар. 1929)
- 13 жовтня: Прімо Сентіменті, італійський футболіст (нар. 1926)
- 16 жовтня: Джордж Піблз, шотландський футболіст (нар. 1936)
- 25 жовтня: Карлос Альберто Торрес, бразильський футболіст (нар. 1944)
- 26 жовтня: Алі Хуссейн Шибаб, іракський футболіст (нар. 1961)
- 27 жовтня: Фатім Джавара, щамбійський футболіст (нар. 1997)

### Листопад
- 1 листопада: Сверре Андерсен, норвезький футболіст (нар. 1936)
- 6 листопада: Мік Грейнджер, англійський футболіст (нар. 1931)
- 8 листопада: Казимир Гайдош, чезословацький футболіст (нар. 1934)
- 11 листопада: Желько Чайковський, хорватський югославський футболіст (нар. 1925)
- 11 листопада: Уве Брахт, німецький футболіст (нар. 1953)
- 12 листопада: Адольф Кунствадль, німецький футболіст (нар. 1940)
- 16 листопада: Лен Оллчерч, валлійський футболіст (нар. 1933)
- 16 листопада: Даніел Продан, румунський футболіст (нар. 1972)
- 18 листопада: Армандо Тобар, чилійський футболіст (нар. 1938)
- 20 листопада: Габріель Баділья, костариканський футболіст (нар. 1984)
- 28 листопада: Загиблі у авіакатастрофі під Медельїном
- 29 листопада: Норман Оклі, англійський футболіст (нар. 1939)

### Грудень
- 7 грудня: Іан Картрайт, англійський футболіст (нар. 1964)
- 7 грудня: Сергій Разаріонов, російський футболіст (нар. 1955)
- 9 грудня: Сергій Лемешко, російський футболіст (нар. 1972)
- 14 грудня: Фоско Бекаттіні, італійський футболіст (нар. 1925)
- 19 грудня: Гер Блок, нідерландський тренер (нар. 1939)
- 19 грудня: Фідель Уріарте, іспанський футболіст (нар. 1945)
- 29 грудня: Метт Каррагер, англійський футболіст (нар. 1976)
- 29 грудня: Норман Ріммінгтон, англійський футболіст (нар. 1923)